# Spaghetti für zwei
Spaghetti für zwei ist eine Kurzgeschichte von Federica de Cesco aus dem Jahr 1986, die in Schulen häufig thematisiert wird.

## Handlung
In der Kurzgeschichte „Spaghetti für zwei“ von Federica de Cesco aus dem Jahre 1986 geht es um den Jugendlichen Heinz, der in einem Schnellrestaurant in der Schweiz aufgrund von Vorurteilen einem Missverständnis unterliegt. Es wird erzählt, wie es dazu kommt, dass sich zwei fremde Menschen das Mittagessen vom selben Teller teilen.
Zu Beginn der Geschichte erfährt der Leser, dass Heinz ein selbstsicherer Teenager ist, der sich eher für Mädchen, Mofas, Musik und Sport als für Schule interessiert. Nach der Schule geht er häufig auswärts essen, da der Schulbus nach Hause ungünstig fährt. So ist es auch heute. Heinz bestellt sich eine Gemüsesuppe in einem Schnellrestaurant. Weil er den Löffel vergessen hat, lässt der Jugendliche seinen Teller kurz unbeaufsichtigt zurück. Nach der Rückkehr stellt er überrascht fest, dass an seinem Platz ein schwarzer Junge seine vermeintliche Suppe verspeist. Erbost und voller Vorurteile setzt er sich dazu. Er vermutet, dass der Fremde vielleicht ein armer Asylbewerber ohne Deutschkenntnisse oder obdachlos sei. Um wenigstens satt zu werden, beschließt er, demonstrativ vom selben Teller zu speisen.
Nachdem das Gericht gegessen ist, stutzt Heinz. Seine anfängliche Vermutung, der andere Junge habe kein Geld, stellt sich als falsch heraus, da dieser aufsteht und mit einer Portion Spaghetti sowie zwei Gabeln zurückkehrt. Das wortlose Angebot zum Teilen nimmt Heinz an. Dies findet der Jugendliche gerecht, da er glaubt, der schwarze Junge habe sich zuvor an seiner Suppe bedient. Außerdem interessiert er sich dafür, wie dieser Vorfall ausgeht.
Schließlich stellt sich heraus, dass Heinz selbst den Fehler begangen hat, als er bemerkt, dass seine eigene Suppe unberührt auf dem Nebentisch steht. Er hat sich von seinen eigenen Vorurteilen blenden lassen. In tadellosem Deutsch und sehr freundlich lädt der Junge, der sich als Marcel vorstellt, den peinlich berührten Heinz auf ein weiteres Treffen im Schnellrestaurant ein.
Die Handlung basiert auf der Episode 20 des Romans Macht’s gut, und danke für den Fisch aus dem Jahr 1984 von Douglas Adams, in der zwei Reisende in einem Eisenbahncoupe die vermeintlich eigenen Kekse „teilen“, wobei auch Adams Urheberschaft angezweifelt wird.

## Heinz’ Alter
Von der Kurzgeschichte gibt es mehrere Versionen, in denen Heinz unterschiedlich alt ist. So sind Versionen im Umlauf, in denen er als fast 14-jähriger, 15-jähriger oder als 16-jähriger Junge beschrieben wird.

## Verfilmung
Die Erzählung wurde von Betina Dubler und Mathias Rosenberger nach einem Drehbuch von Betina Dubler verfilmt.

## Verwendung des Motivs
Das Motiv findet sich auch in der Erzählung Eine schöne Beziehung von Henning Venske, veröffentlicht in der Textsammlung Willkommen im besten Alter! (Coppenrath 2016, ISBN 978-3-649-66941-8).

## Bibliographie
- Cesco, Federica de (2007): Spaghetti für zwei. In: Deutschbuch. Sprach- und Lesebuch 8, hrsg. von Heinrich Biermann und Bernd Schurf, unter Beratung von Karlheinz Fingerhut. Erarbeitet von Heinrich Biermann et al., Berlin, S. 49–51. Zuerst erschienen in: Cesco, Federica de (1986): Freundschaft hat viele Gesichter. Stuttgart.